# 天春文衛

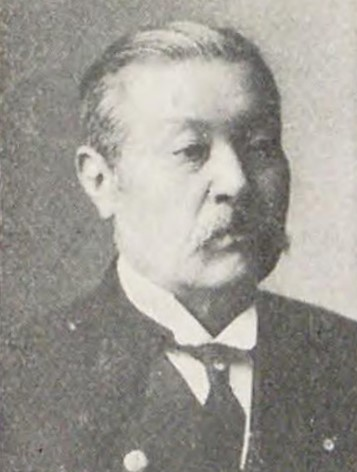
天春文衛

天春 文衛（あまがす ぶんえい、1847年12月16日（弘化4年11月9日） - 1927年（昭和2年）8月24日）は、日本の政治家、実業家。帝国議会において、衆議院議員（政友本党所属）や貴族院多額納税者議員を務めた。朝明郡の大地主・天春家の当主。伊勢国三重郡保々村出身（現在の三重県四日市市保々地区出身）。

## 概要
明治時代から大正時代にかけての政治家で、農事改良や地価改良運動に取り組んだ。

## 天春家
天春文衛は、朝明郡中野村の名門地主の天春家の跡継ぎとして弘化年間に誕生した。朝明郡の中野村は以下の変遷の地方自治体となる。
1. 朝明郡保々村大字中野→
2. →三重郡保々村大字中野→
3. →四日市市保々地区中野町となる。

東京に上京して、島田元林の塾に入塾して学業を積み政治家となった。三重郡保々村の大地主であった。江戸時代からの員弁郡地域と朝明郡地域一帯の庄屋で有力な地主であった。

## 経歴
- 地方議員として以下を歴任する。 
  1. →朝明郡会議員（保々村選出）→
  2. →三重県会議員（三重郡選出）→
- 三重郡川島村に三重紡績所（東洋紡績の前身）を創設した。
- 三重県勧業会の会頭となる。
- 戦後の農協の基礎である産業組合の創始者で茶業組合を設立した。
- 茶組合本部を東京府に設置する。
- 三重農工銀行頭取となる。
- 1890年（明治23年）7月1日の第1回衆議院議員総選挙に三重県第3区より立候補して衆議院議員に初当選をする。以後名望家として明治時代から～大正時代にかけて通算4回当選をする。
- 1892年（明治25年）2月15日の第2回衆議院議員総選挙で再選される。
- 1897年（明治30年）4月22日、多額納税者として補欠選挙で互選され貴族院議員となり[2]、1904年（明治37年）9月28日まで在任[1]。
- 1917年（大正6年）4月20日の第13回衆議院議員総選挙で当選する。
- 1920年（大正9年）5月16日の第14回衆議院議員総選挙で当選する。
- 1927年（昭和2年）8月4日に死去する。[3]。

## 日本横断鉄道構想
1918年（大正7年）に天春文衛は現在の三岐鉄道のさきがけとなる日本横断鉄道構想として、四日市駅 - 米原駅間の勢江鉄道敷設に関する議案書を衆議院議員として衆議院に提出して、地元の熱意によって議会で鉄道建設が可決された。1923年（大正12年）から勢江鉄道の着工が決定していたが、関東大震災のため延期されて、昭和初期に財政難から鉄道建設工事が中止された。